# Gerard Feiko Lunsingh Tonckens
Gerard Feiko [Lunsingh] Tonckens (Groningen, 25 oktober 1907 – 3 april 1992) was een Nederlands politicus.
Hij werd geboren als zoon van Jacobus Johannes Tonckens (1873-1926; kassier) en Hermina Karolina de Waard (1872-1943). Hij behaalde in 1927 zijn gymnasiumdiploma en ging rechten studeren aan de Rijksuniversiteit Groningen. Rond 1929 werd hij reserve-tweede-luitenant en vier jaar volgde promotie tot reserve-eerste-luitenant. Hij is eind 1936 afgestudeerd in de rechten waarna hij werkzaam was bij de gemeentesecretarie van Zuidlaren. Bij de mobilisatie in 1939 werd hij op Walcheren ingezet. Na de Nederlandse capitulatie vestigde hij zich als advocaat in Groningen en van 1943 tot 1945 was hij ondergedoken. Lunsingh Tonckens was vanaf de zomer van 1945 driekwart jaar waarnemend burgemeester van de gemeenten Groede en Nieuwvliet. Daarna was hij Officier-Commissaris van de Krijgsraad te Velde-Noord. Eind 1946 werd hij hoofd van het bureau juridische zaken van het 4e militaire gewest te Groningen. Vanaf november 1949 was Lunsingh Tonckens burgemeester van Renesse en waarnemend burgemeester van de gemeenten Serooskerke en Noordwelle. In 1955 eindigde zijn waarnemend burgemeesterschap van Serooskerke. Bij een gemeentelijke herindeling in 1961 in Zeeland gingen vijf gemeenten, waaronder Renesse en Noordwelle, op in de fusiegemeente Westerschouwen waarmee zijn functie kwam te vervallen. Hij overleed in 1992 op 84-jarige leeftijd.
In 1941 veranderde zijn achternaam officieel van 'Tonckens' in 'Lunsingh Tonckens'. Zijn grootvader Warmolt Tonckens was burgemeester van Aduard.